# 三舩みすず
三舩 みすず（みふね みすず、1998年3月10日- ）は、日本のAV女優。ガールールプロ所属。

## 経歴
2021年9月17日、AV女優としてMOODYZからデビュー。

## 人物
アニメとゲームとボカロとお酒が好き。ライターの村田らむは「見た目は美少女。（デビュー作の）最初はちょっと生意気そうな子だな～と思ったが見ていくうちに（楽しんでエロをしているのがわかり）だんだんと可愛く感じてくる」と見た目とキャラクターのギャップを専門誌で批評した。憧れの女優は三上悠亜。

## 映像作品

### アダルトビデオ

#### DVD
- 嫁が浮気に走るとき… 女子校通いで男を知らない嫁が上司にネトラレ浮気にハマりました 一宮みかり（12月13日、アクアモール/エマニエル）

- 新人 オトナになんてなりたくないけどおっぱいがGカップに急成長!! 顔は美少女、カラダは大人AVDEBUT 三舩みすず（9月17日、MOODYZ）[4][5]
- Gカップ思春期女子大生 おっぱい急成長で子宮が疼いて初めてのナマ中出し 三舩みすず（9月24日、本中）[5]
- 結婚式直前パーソナルジムNTR 彼にはない男らしさと細マッチョの肉体に魅せられ性欲解消するまで中出ししまくった絶倫性交 三舩みすず（10月1日、kawaii*）[5]
- 立場逆転で性感帯を3点同時責め! 巨乳の義妹達に絶倫童貞チ○ポを犯され続ける強制ハーレムSEX 三舩みすず 朝倉ここな 美園和花（12月7日、Fitch）

- コンビニで一緒に働くGカップ巨乳彼女（23歳）が同じバイトの卑屈なデカチンの夜勤オヤジ（56歳）に寝取られた 三舩みすず（1月4日、ワンズファクトリー）
- 「えっ! 今、ナカに出したでしょ?」 早漏をゴマかす暴発後の延長ピストンで抜かずの追撃中出し!! 三舩みすず（2月1日、ワンズファクトリー）
- 女将さんと一泊二日の自由恋愛。予約が2年は取れない おもてなしご奉仕旅館。 三舩みすず（2月22日、ダスッ!）
- 絶対に孕ませてやる! ずっと好きだった姉が結婚するので、ボクの子供を妊娠するまで72時間ハメまくって1滴残らず種付けして犯った! 三舩みすず（2月22日、ROYAL）
- 舞ワイフ ～セレブ倶楽部～ 156（3月24日、AROUND）※ 三船亜希 名義／他出演：深田三久（ゆーりまん）
- 終電無くなったので女上司たちの家で宅飲み→巨乳ビンタで密着ダメ出し説教され朝まで逆セクハラ種付けさせられた件。 田中ねね 吉根ゆりあ 三舩みすず（4月5日、kawaii*）
- 両親不在の3日間、引きこもりデカチン弟の焦らしの3cm挿入から一気に膣奥にぶち込む九浅一深ピストンで即イキさせられ続けた巨乳姉 三舩みすず（4月5日、LUNATICS）
- Gカップ少女は経験豊富な美熟女に食べられたい 三舩みすず 加藤ツバキ（4月12日、ビビアン）
- 巨乳専門・妹レンタル みすずちゃん（4月23日、JUMP）
- 夫のいない平日、出稼ぎから戻った絶倫義父に毎日イキ狂うまで犯されてー。 三舩みすず（4月26日、マドンナ）
- SEXするのに丁度イイ 理想的エチ神ボディ 三舩みすず（5月6日、h.m.p）
- 夜行バスで声も出せずイカされた隙に生ハメされた女はスローピストンの痺れる快感に理性を失い中出しも拒めない 女子○生限定10 囁き淫語腰振りSP（5月26日、ナチュラルハイ）
- 満員バスで背後から制服越しにねっとり乳揉み痴漢され腰をクネらせ感じまくる巨乳女子○生 16 （6月9日、ナチュラルハイ）
- 「こんなところでゴメンなさい…。でも、もう我慢出来なかったの…」 トイレが故障で使えず膀胱限界の放尿婦人 36人（6月21日、アクアモール/エマニエル）
- 漫画研究会の部長は、恋する腐女子 三舩みすず（8月5日、h.m.p）
- 完全主観 ヤリたい放題のカラダ むっちりGカップ96cmいいなりセフレお貸しします。03 三舩みすず（8月9日、宇宙企画）
- 夏海岸中出し痴漢バス（8月11日、ナチュラルハイ）
- 憧れの巨乳美人同僚 01（8月16日、ゾクゾク娘/妄想族）
- わいせつ医師の高速ナブリ揉み触診に（内心は感じてしまって…）生々しい吐息を荒げる発育おっぱい女子○生（8月25日、ナチュラルハイ）
- どシコリお給仕申し上げます。小悪魔巨乳ご奉仕メイドお届けします。 三舩みすず（9月2日、ONE MORE）
- 宅飲みナンパ 近所に住む超タイプの人妻さんを「家で飲みませんか?」と自宅に誘ってどさくさまぎれにSEXしちゃいました。（9月2日、h.m.p）
- パパ活美少女はちくび責めと全身ペロペロ愛撫が大好物!! 三舩みすず（9月20日、プラネットプラス/七狗留）
- 美女ヘアヌード大図鑑 私服と下着と全裸姿（10月7日、h.m.p）
- セーラー服美少女と完全主観従順性交 Vol.014（10月11日、BAZOOKA）
- 発育の良すぎる巨乳制服美少女と性交。02（10月11日、BAZOOKA）
- 「オチンチン大きくなっちゃったから一緒にオナニーしよっか!?」 広告を見て小遣い欲しさでやって来た女の子に行っていた暴走行為 4  8名収録（10月22日、JUMP）
- 声は出せない逃げれない!! ロングスカートの中に隠れて高速ベロクンニ & 手マン 絶対バレちゃいけない男性の至近距離でガクブル絶頂イキした私…。（11月4日、h.m.p）
- オイルマニア 三舩みすず（11月20日、プラネットプラス/七狗留）
- 妻に逃げられバツイチシングルファーザーになったボクにまさかのモテ期!? 不憫な父子家庭に同情して何かと世話を焼いてくれる近所のママ友たちと真っ昼間から不倫にハマってしまった vol.17（11月22日、UMANAMI）
- 彼女も居ないし女っ気ゼロの僕の自宅で目を疑う超ラッキースケベ 仕事に夢中で気にせず突然見せつけられた無防備なパンチラ誘惑（12月2日、h.m.p）

- 近親NTR 姉妹 夫婦交換 奥井楓 三舩みすず（2月10日、h.m.p）
- 最終電車でW痴女とまさかの遭遇! 向かいの座席でWパンチラしてくる美脚女の誘惑で勃起したらサンドウィッチ状態で何度もヤられた VOL.2（2月23日、DANDY）
- 暗がり主観映像でヌキやすい! 突然現れた女の子にいきなりフェラされて2連続発射 VOL.2（3月9日、DANDY）
- 「えっ!? コレが演習!?」 看護専門学校に入学したら男はボク1人!? 校内演習は胸やお尻が無防備に見えるし触られるから当然フル勃起! 案の定バレて怒られるかと思いきや勃起を見て欲情した女子たちが演習と偽って金玉がカラカラになるまで看護されちゃいました!（3月28日、Hunter）
- 『私… おち○ちん大好きなんだ』 いきなりこんな事、耳元で囁かれても童貞のボクには何も出来ない! 家で学校でオフィスで路上で囁かれて超勃起!（3月28日、Hunter）
- 粘着ストーカーMの援○交際・昏睡姦記録 青13・14（4月6日、蜃気楼）※配信作品「青116ちゃん」のDVD化。
- 巨乳デリヘル 三舩みすず（4月25日、ゲインコーポレーション）
- 気付かないふりをして布越し2cm挿入状態で施術を続ける小悪魔エステティシャン! 施術のドサクサに紛れ股間を紙パンツに擦りつけ勃起した男性客の紙パンツを腰をくねらせ徐々に脱がしていく。（4月25日、Hunter）
- あなたの街の爆乳女子 三舩みすず（5月9日、ムチムッチ/妄想族）
- あいふぉ～ん素人ハメ撮りジェネレーション（7月15日、ピーターズ）
- 頭は悪いけど性欲の強い子供おじさんの兄に飼われてます。 三舩みすず（8月4日、NON）
- 姉妹物語 奥井楓 三舩みすず（8月25日、h.m.p）

#### VR
2021年
- 【時間無制限! 発射無制限!】全てが完璧な【神乳Gcupロケット美巨乳】指名&人気NO.1泡姫の極上サービス【即尺・洗体・エロマッサ!】絶頂連発の子作り孕ませ【ゴムNG超高級中出しソープ】 三舩みすず（12月9日、こあらVR）

2022年
- W小悪魔エステティシャンが脳内まで●す! 優しい癒やしボイスと凄テクで最高の射精へいざなう超密着ASMRハーレムエステ体験VR 三舩みすず 沙月恵奈（5月23日、kawaii*）
- 【俺専用オシャブリーナVR】13人完全撮りおろし（6月10日、こあらVR）
- 家出して来た巨乳妹がいきなり小悪魔挑発!? 実は大好きなお兄ちゃんに告白して禁断の中出しSEX 三舩みすず（7月6日、MAX-A）

#### 動画配信
2021年
- 【親子ほど年の離れたJ○とおじさんのカップル】【J○と挿入まくり射精まくりの一泊二日お泊りデートの旅】都会を離れて大好きなおじさんと温泉町へイチャラブ慰安旅行!! デカパイ映えする浴衣姿で1発中出し!! 制服持参で2発目中出しの連チャン中出しSEXで膣内精液まみれ!! みすず（11月14日、しろうとまんまん）
- 【しろうとハメ撮り＃みすず＃23歳＃受付嬢】【『奥さんより気持ち良いでしょ♪』スタイル抜群変態受付嬢と不倫SEX】快楽依存症な変態オナニストと肉欲不倫♪ 社内の受付でしちゃうほどオナニー大好きで常にMYローターを持ち歩き!? 受け攻め両刀テクニックでちんちんビクビク生ハメ2連戦!!（11月25日、MOON FORCE）
- みすずさん (orec949)（12月1日、俺の素人-Z-）
- みすず（12月31日、素人CLOVER）

2022年
- みすず（3月3日、日払いちゃん）
- 三船亜希（3月12日、舞ワイフ）
- 中国AV 爸气十足EP8 童颜巨乳G奶学生妹 CUS-618 / TZ-051（3月29日、麻豆伝媒）※ 花音咲 名義
- 中国AV 双子兄弟EP5 3P 性爱实录 纯欲少女童颜巨乳 CUS-735 / TZ-052（4月18日、麻豆伝媒）※ 花音咲 名義
- あんな（5月8日、しろうとエチチ.ch）
- 【配信専用】新「ちょ、待っ、え! こんなところで!?」 バレたらマズい場所で美少女がチ●ポをエッチに抜きまくり! 5（5月27日、DOC）
- 【妄想主観】ご奉仕は子作りでよろしいですか? 排卵日子作りご奉仕メイド 三舩みすず（6月10日、ONETIME）
- Misuzu（6月10日、ゾクゾクタイム）
- せふれかのじょ みすず（7月3日、アマTV）
- みすず（7月9日、アイドリ）
- みすず（10月28日、中出しシロウト）
- 青116ちゃん（11月4日、蜃気楼）

2023年
- MISUZU（3月16日、Cullet）
- お椀型Gカップちゃん（5月6日、ION 乳屋ばぞ～ん）

## 書籍

### 雑誌
- 月刊FANZA 2022年2月号（ジーオーティー）- インタビュー「ど〜しても彼女の魅力を伝えたいインタビュー」